# Norbert Fischer-Schlemm
Norbert Fischer-Schlemm (* 5. März 1939 in Stuttgart) ist ein deutscher Verkehrsplaner, Gutachter und emeritierter Professor. 

## Leben
Fischer-Schlemm studierte Bauingenieurwesen in Stuttgart und Berlin. Nach seinem Studium absolvierte er ein Baureferendariat in Hamburg und legte dort die Prüfung zum Bauassessor ab. Nach Tätigkeiten bei der Deutschen Bundesbahn und als Assistent an der TH Darmstadt kam Fischer-Schlemm 1969 an die Ingenieurschule Gießen. Von 1973 bis zu seiner Emeritierung 2004 war er Professor an der Fachhochschule Gießen (heute Technische Hochschule Mittelhessen). Auch nach seiner Emeritierung blieb Fischer-Schlemm als Gutachter und Verkehrsplaner aktiv. Seit den frühen 1970er Jahren lebt er mit seiner Frau in einem selbst gebauten Haus in Allendorf bei Gießen. Das Paar hat zwei Kinder.

## Wirken
Fischer-Schlemm hat die Verkehrsplanung in Gießen maßgeblich beeinflusst. Hierzu gehören die Verhinderung eines vierspurigen Ausbaus mehrerer Hauptstraßen in Gießen (Frankfurter, Marburger, Licher und Grünberger Straße) ohne Radverkehrsanlagen, Begrünungen und Stellplätze.

## Publikationen (Auswahl)
- Fischer-Schlemm, Norbert: Entwurf und überschlägige Bemessung innerörtlicher Straßenverkehrsanlagen, in: Kolks/Fiedler (Hrsg.): Verkehrswesen in der kommunalen Praxis, Bd. I: Planung Bau-Betrieb, Berlin 2003.
- Fischer-Schlemm, Norbert: Der Bahnhofsvorplatz Gießen, in: Mitteilungen des Oberhessischen Geschichtsvereins Gießen 77 (1992), S. 193–198.[3]